# .amazon
.amazon là một tên miền cấp cao nhất nhãn hiệu do công ty thương mại điện tử Amazon vận hành, được cấp cho công ty này vào tháng 5 năm 2019.

## Lịch sử
Amazon.com nộp đơn đăng ký tên miền .amazon vào năm 2012, vốn đã được cấp từ trước. Đơn đăng ký của Amazon đã bị gạt bỏ khi bị Perú và Brasil phản đối. Governmental Advisory Committee (tạm dịch: Ủy ban Cố vấn Chính phủ, một nhóm đại diện cho các chính phủ của các quốc gia tại ICANN) cũng lên tiếng phản đối về việc cho phép Amazon.com tiến hành quá trình đăng ký tên miền .amazon vào năm 2013.
Bolivia, Brasil, Colombia, Ecuador, Guyana, Perú, Suriname và Venezuela (là thành viên của Tổ chức Hiệp ước Hợp tác Amazon) phản đối việc Amazon sở hữu tên miền này với lý do có thể gây tổn hại đến lợi ích của quốc gia họ, và đề xuất việc các quốc gia và Amazon.com sẽ cùng nhau chia sẻ quyền quản lý tên miền này.
ICANN là bên đứng ra giàn xếp cho việc giải quyết xung đột. Các quốc gia thuộc Tổ chức Hiệp ước Hợp tác Amazon yêu sách về việc sở hữu tên miền ở cấp cao nhất, trong khi Amazon đề xuất về việc mỗi quốc gia có thể tự triển khai tên miền cấp hai dựa trên tên miền cấp cao nhất quốc gia.
Tháng 12 năm 2019, ICANN đã ký thỏa thuận với Amazon.com, qua đó công ty chính thức giành được quyền sở hữu tên miền này.